# 日比多度津バイパスフェリー
日比多度津バイパスフェリー（ひびたどつバイパスフェリー）は、かつて岡山県玉野市と香川県多度津町を結んでいたフェリー航路である。営業上は単に「バイパスフェリー」とも称していた。

## 概要
1970年（昭和45年）10月3日に多度津港と玉野市の日比港を結ぶフェリー航路として瀬戸内海汽船株式会社により運航を開始した。当時、備讃瀬戸の本四連絡航路は、隣接する宇高航路が24時間体制で一日100往復を超えて飽和状態に達しており、航路名の通りバイパスとして企画された一方、瀬戸内海西部の事業者である瀬戸内海汽船の備讃瀬戸への進出でもあった。免許申請時には近隣事業者（瀬戸内東部フェリー協議会）からの反対もあったが、後に取り下げられ、既存事業者9社が香川県高松市に瀬戸内東部フェリー株式会社を設立し、翌1971年（昭和46年）4月から瀬戸内海汽船との共同運航を行う形となった。
当初一日13往復が運航され、およそ1時間30分ごとの運航とされた。瀬戸内東部フェリーは参入時点では瀬戸内海汽船から用船の形であったが、同年9月24日に自社船「吉備丸」が就航し、両社各1隻による運航となった。
このように開設された航路であったが、近隣航路に対して立地・便数等での不利は否めず、採算面で軌道に乗ることはなく、1974年（昭和49年）11月1日に休航となり、その後廃止された。

## 航路
- 日比 - 多度津

距離27.0km、所要時間1時間15分、一日11 - 13往復。
備讃瀬戸を横断し、近隣の本四連絡航路と交差する異色のルートであった。
終夜運航は行わず、おおむね6時から24時までの運航時間だったが、晩年は減便され、6時から21時までの出港となっていた。

## 船舶

### 瀬戸内海汽船
- たどつ[10]

四国ドック建造、1968年8月竣工。
687.98総トン、全長47.80m、型幅11.00m、型深さ3.80m、ディーゼル2基、機関出力1,700ps、航海速力13ノット、旅客定員500名、8tトラック12台。
1971年4月以降は瀬戸内東部フェリーの用船により運航。「吉備丸」就航後返船され、鞆 - 多度津航路に転配、1972年「いしづち」に改名、1987年フィリピンに売船。
- ことひら[10]

神田造船所建造、1969年12月竣工、1971年改造。
651.68総トン、全長48.70m、型幅11.00m、型深さ3.80m、ディーゼル2基、機関出力2,000ps、航海速力13.5ノット、旅客定員475名、8tトラック12台。
航路休止後、鞆 - 多度津航路に転配、1991年海外売船。「たどつ」の同型船。

### 瀬戸内東部フェリー
- 吉備丸[12]

松浦鉄工造船所建造、1971年9月竣工。
636.27総トン、全長48.30m、型幅13.20m、深さ3.80m、ディーゼル2基2軸、機関出力2,000PS、航海速力13.50ノット、旅客定員541名、大型トラック17台または乗用車50台。
航路休止後、三洋汽船に売船され、水島 - 丸亀航路に就航。1980年インドネシアに売船。